# Hargele
Hargele (auch Hargelle, Harghelle, Argheile; Amharisch ሃርጌሌ Hargēlē) ist der Hauptort der Afder-Zone in der Somali-Region von Äthiopien.
Nach Angaben der Zentralen Statistikagentur Äthiopiens für 2005 hatte Hargele 8.246 Einwohner. 1997 waren laut Volkszählung von 5.515 Einwohnern 5.450 (98,82 %) Somali, 39 Amharen, zwölf Oromo und elf Tigray.
Gemäß den Dokumenten der Zentralen Statistikagentur von 1998 und 2005 gehört Hargele innerhalb der Afder-Zone zur Woreda Afder. Eine Karte der Disaster Prevention and Preparedness Agency von 2006 zeigt hingegen eine eigene Woreda Hargele, die aus einem Teil der Woreda Afder gebildet wurde. Die Einteilungen innerhalb der Somali-Region sind, oftmals im Kontext lokaler Machtkämpfe, verschiedentlich geändert worden.